# Henrick Everard van Weede
Henrick Everard van Weede (Utrecht, 22 november 1918 – Leiden, 13 februari 1968) was een Nederlands ambtenaar en secretaris van de Hoge Raad van Adel.

## Biografie
Henrick Van Weede was lid van de familie Van Weede en een zoon van burgemeester jhr. mr. Wouter Everard van Weede (1887-1974) en diens eerste vrouw Ada barones van Hardenbroek van Lockhorst (1889-1971), lid van de familie Van Hardenbroek. Hij trouwde in 1950 met Jacqueline Anna barones van Wassenaer (1920-2002), lid van de familie Wassenaer, en in 1956 met jkvr. Sophia Adrienne de Beaufort (1916-1972), secretaris van het Rode Kruis en lid van de familie Beaufort; uit beide huwelijken werden geen kinderen geboren.
Na zijn studie rechten werd Van Weede gezantschappsattaché bij het Ministerie van Buitenlandse Zaken en was hij van 1948 tot 1955 aspirant-vice-consul te Londen. Van 1955 tot 1957 werkte hij bij het kabinet van de burgemeester van 's-Gravenhage waarna hij benoemd werd tot secretaris van de Hoge Raad van Adel; deze laatste functie had zijn overgrootvader jhr. Everard Willem van Weede (1820-1897) een eeuw eerder ook bekleed. Van 1959 tot 1965 was hij ook secretaris van het Koninklijk Nederlandsch Genootschap voor Geslacht- en Wapenkunde waarna hij gewoon bestuurslid werd, tot 1967. Per 1 september 1965 werd hij benoemd tot kamerheer i.b.d. van de koningin hetgeen hem, wegens de daarmee gepaard gaande werkzaamheden, noopte ontheffing te vragen van zijn functie als secretaris van het KNGGW.
Toen Van Weede in 1968 overleed, nam gedurende enkele maanden Daniël Mackay (1900-1969) het secretariaat van de Hoge Raad van Adel waar, totdat mr. Otto Schutte in 1968 tot secretaris werd benoemd.